# Allophrynidae
Allophrynidae is een familie van amfibieën die behoort tot de kikkers (Anura). De groep werd voor het eerst wetenschappelijk beschreven door Jay Mathers Savage in 1973. Soms wordt de familie ingedeeld als een onderfamilie van de glaskikkers (Centrolenidae). Eerder werd de soort al tot de padden (Bufonidae), de fluitkikkers (Leptodactylidae) en de boomkikkers (Hylidae) gerekend.
Lange tijd werd de familie vertegenwoordigd door slechts één enkele soort; Allophryne ruthveni. Een dergelijke groep die slechts uit een enkele soort bestaat wordt wel monotypisch genoemd. Recentelijk echter -in 2013- werd een derde soort beschreven die aan de groep wordt toegekend; Allophryne relicta. Hierdoor is de literatuur vaak niet eenduidig over deze familie.
Beide soorten komen voor in delen van Zuid-Amerika, het verspreidingsgebied van de soort Allophryne ruthveni omvat Suriname, Guyana, Frans-Guyana, Venezuela en Brazilië. Het verspreidingsgebied van Allophryne resplendens bestaat uit het noordoostelijke deel van Peru en waarschijnlijk komt de soort voor tot in Brazilië.

## Taxonomie
- Geslacht Allophryne

Allophrynidae · 
Alsodidae · 
Alytidae · 
Aromobatidae · 
Arthroleptidae · 
Myobatrachidae · 
Batrachylidae · 
Blaasoppies · 
Bombinatoridae · 
Boomkikkers · 
Brachycephalidae · 
Calyptocephalellidae · 
Ceratobatrachidae · 
Ceratophryidae · 
Conrauidae · 
Craugastoridae · 
Cycloramphidae · 
Dicroglossidae · 
Echte kikkers · 
Eleutherodactylidae · 
Fluitkikkers · 
Glaskikkers · 
Gouden kikkers · 
Graafkikkers · 
Hemiphractidae · 
Hylodidae · 
Knoflookpadden · 
Limnodynastidae · 
Megophryidae · 
Mexicaanse gravende padden · 
Micrixalidae · 
Microhylidae · 
Nasikabatrachidae · 
Nieuw-Zeelandse oerkikkers · 
Nyctibatrachidae · 
Odontobatrachidae · 
Odontophrynidae · 
Padden · 
Pelodytidae · 
Petropedetidae · 
Phrynobatrachidae · 
Pijlgifkikkers · 
Ptychadenidae · 
Pyxicephalidae · 
Ranixalidae · 
Rhinodermatidae · 
Rietkikkers · 
Scaphiopodidae · 
Schuimnestboomkikkers · 
Seychellenkikkers · 
Spookkikkers · 
Staartkikkers · 
Telmatobiidae · 
Tongloze kikkers